# Salgados
Salgados é uma localidade da freguesia e concelho de Mafra, Portugal.